# Anni 1300
Gli anni 1300 sono il decennio che comprende gli anni dal 1300 al 1309 inclusi.

## Eventi, invenzioni e scoperte

### 1300
- Papa Bonifacio VIII indice il primo giubileo della Chiesa cattolica.
- In Inghilterra viene pubblicato il libro The Crafte of Nombrynge, che spiega l'arte del calcolo.

## Personaggi
- Papa Bonifacio VIII e papa
- Francesco Petrarca
- Dante Alighieri